# Hukałowce
Hukałowce – wieś w rejonie tarnopolskim obwodu tarnopolskiego.

## Historia
Wieś została założona w 1345.
W II Rzeczypospolitej miejscowość była siedzibą gminy wiejskiej Hukałowce w powiecie zborowskim województwa tarnopolskiego.
Na początku 1939 poświęcono Dom Ludowy im. Marszałka Edwarda Śmigłego-Rydza w Hukałowcach.
W latach 1943–1945 nacjonaliści ukraińscy z OUN-UPA zamordowali 18 Polaków.
Do 2020 w rejonie zborowskim.